# Chloroclystis obscurevirescens
Chloroclystis obscurevirescens är en fjärilsart som beskrevs av Barend J. Lempke. Chloroclystis obscurevirescens ingår i släktet Chloroclystis och familjen mätare. Inga underarter finns listade i Catalogue of Life.